# Evile

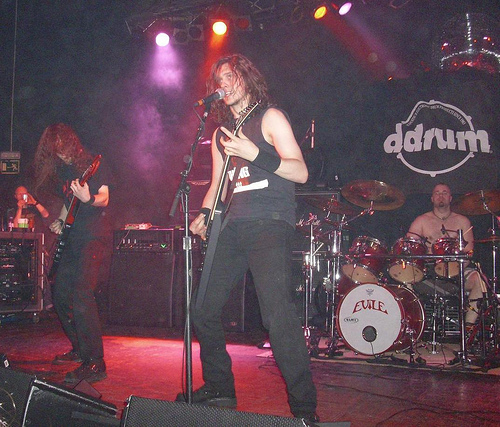
Evile in het voorprogramma van Megadeth (2008)

Evile is een thrashmetalband uit Huddersfield in het Verenigd Koninkrijk, opgericht in 2004.

## Bandleden

### Huidig
- Matt Drake – Zanger, ritmegitarist (2004-heden)
- Ol Drake – Leadgitarist (2004-heden)
- Joel Graham – Bassist (2010-heden)
- Ben Carter – Drummer (2004-heden)

### Ex-leden
- † Mike Alexander – Bassist (2004-2009)

## Discografie

### Demo's
- 2004: All Hallows Eve EP
- 2006: Hell Demo

### Studioalbums
- 2007: Enter the Grave
- 2009: Infected Nations
- 2011: Five Serpent's Teeth (26 september 2011)
- 2013: Skull